# Chiesa di Nostra Signora della Concordia
La chiesa di Nostra Signora della Concordia è un luogo di culto cattolico situato nel comune di Albissola Marina, in piazza Nostra Signora della Concordia, in provincia di Savona. La chiesa è sede della parrocchia omonima del vicariato di Albisola-Varazze della diocesi di Savona-Noli. Adiacente all'edificio vi è l'oratorio di San Giuseppe.

## Storia
Secondo alcune fonti la chiesa fu costruita nel corso del 1590, poco dopo l'edificazione della cattedrale dell'Assunta di Savona, a seguito della vendita del terreno della compaesana Lucrezia Conradi.
Una tradizione popolare racconta che la costruzione del nuovo edificio di culto fu decisa dai principali esponenti familiari della comunità di Albissola Marina, con l'allora vescovo di Savona Giovanni Battista Centurione, nel gennaio del 1585, per smorzare i conflitti interni della popolazione, divisa in due quartieri e riunita attorno alle due chiese parrocchiali di San Benedetto e di Sant'Antonio abate. Sulle vetrate laterali, a ricordo delle due antiche chiese di Albissola, sono rappresentati sant'Antonio e san Benedetto.
La prima pietra della nuova chiesa fu posata il 14 aprile del 1590.

## Descrizione

### Arte e architettura

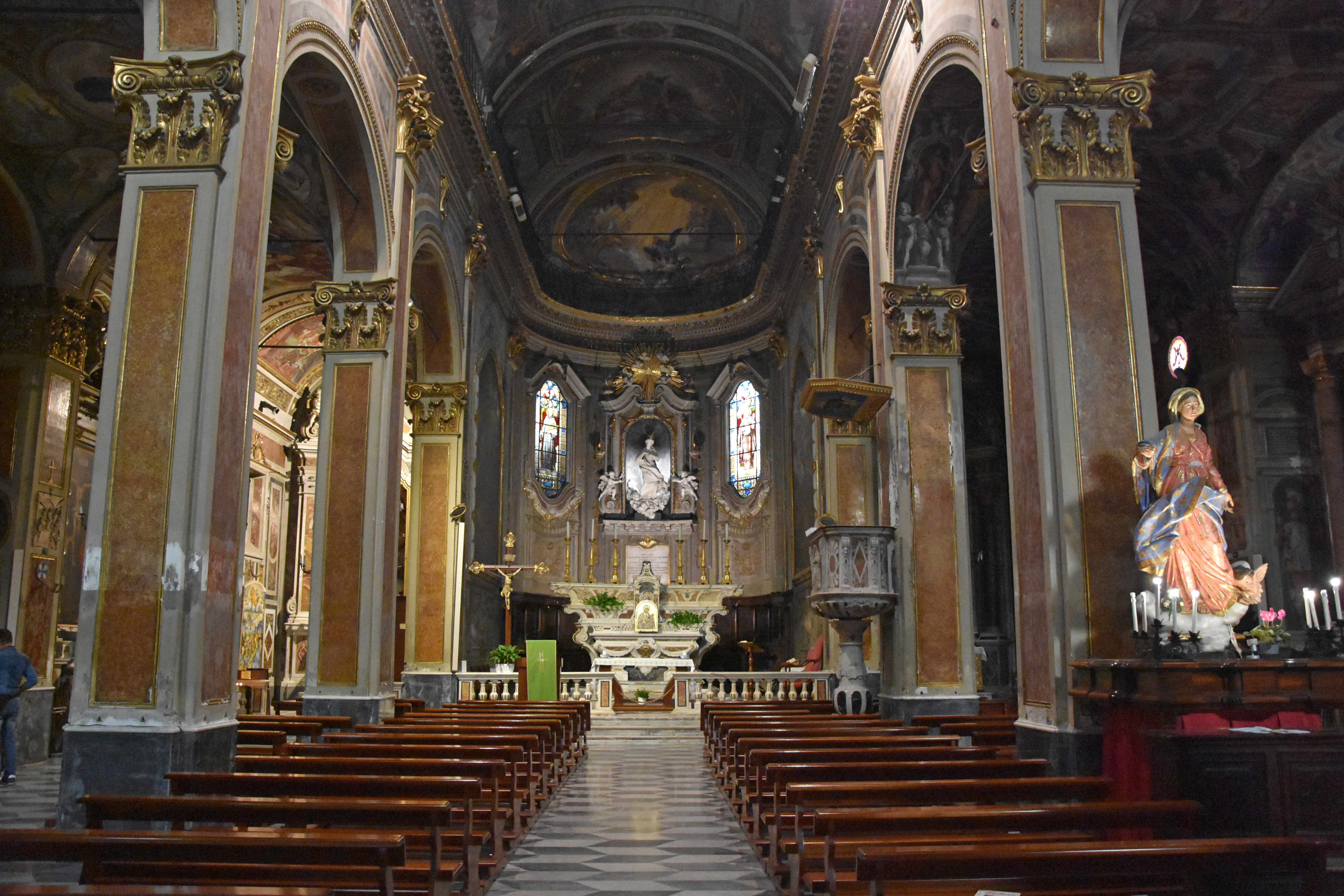
Interno

La struttura dell'edificio si presenta a pianta basilicale e con una divisione interna a tre navate scandite da pilastri; su di essi si addossano due ordini di lesene sui quali si impostano quattro arcate a sesto ribassato. Nel presbiterio, concluso da un coro semicircolare e della stessa ampiezza della navata centrale, sono presenti due cappelle interne con volta a botte; altrettante cappelle con altari laterali sono ubicate lungo i muri longitudinali dell'edificio.
All'interno sono conservate diverse opere scultoree e pittoriche tra le quali due pale, San Carlo e santi del pittore Giovanni Andrea Ansaldo nel terzo altare e in fondo alla navata sinistra. Tra i dipinti la tela del 1610 ritraente Gesù crocifisso fra i santi Bartolomeo, Giuda Taddeo e Longino ad opera, in età giovanile, del pittore Giovanni Carlone; un'altra pala in formelle di ceramica policroma è quella della Natività di Girolamo Urbinate e Agostino Salomone del 1576. Sono inoltre presenti affreschi di Paolo Gerolamo Brusco e una cassa processionale dello scultore genovese Pasquale Navone, che ha la particolarità di avere un braccio sostituibile: con il solo braccio rappresenta la Madonna della Concordia, quando ha il braccio con Gesù Bambino raffigura la Madonna del Rosario.
Notevole è la statua in marmo nell'abside, opera raffigurante la Madonna della Concordia, opera dello scultore genovese Giacomo Antonio Ponsonelli, realizzata nel 1690-91.
L'attuale versione barocca della facciata è un frutto del rifacimento dopo i danni del terremoto del 1887; il progetto è dell'ingegnere romano Giuseppe Coradeschi e realizzato con marmi provenienti dalle cave senesi di Rapolano Terme.

### Organo a canne

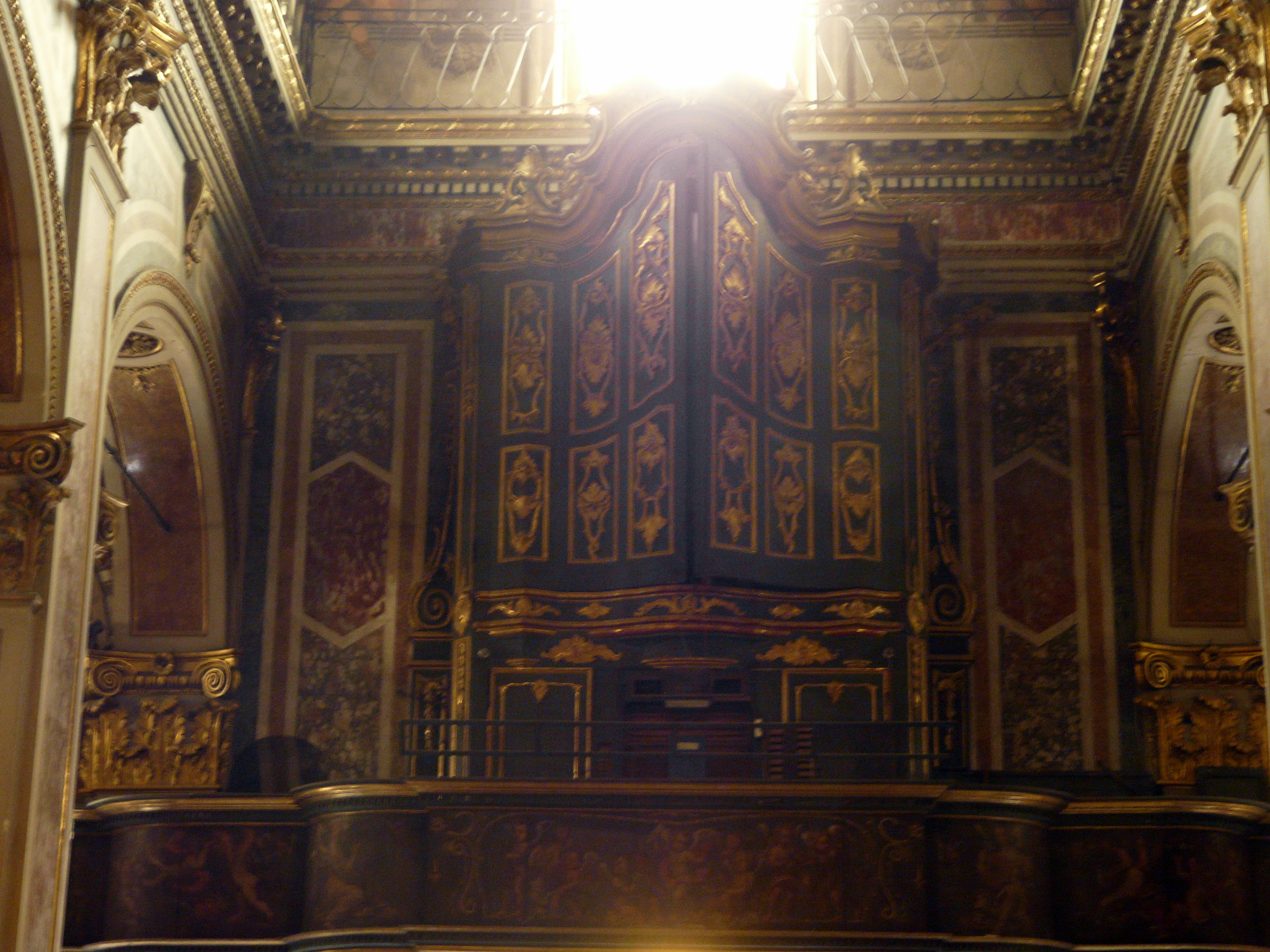
L'organo

Sulla cantoria lignea in controfacciata si trova l'organo a canne della chiesa, costruito nel 1769 dall'organaro genovese Filippo Pittaluga, in seguito più volte restaurato e, nel 1875, modificato dall'organaro savonese Angelo Dessiglioli secondo i gusti dell'epoca. Attualmente l'organo presenta 2 tastiere di 58 note ciascuna ed una pedaliera a leggio di 15; dispone di 32 registri.